# Akzo Nobel Coatings
Die Akzo Nobel Coatings ist in Stuttgart-Feuerbach ansässig und produzierte Lacke  bis Ende April 2020. Das Unternehmen firmierte bis 1957 unter dem Namen Lechler Lacke und gehört heute zum niederländischen Akzo-Nobel-Konzern. Das Unternehmen firmiert als GmbH.

## Geschichte
Gegründet wurde das Unternehmen 1851 durch den Apotheker Cristian Lechler, der in Mannheim eine Lack- und Farbfabrik errichtete, aber bald nach Feuerbach bei Stuttgart übersiedelte. 1879 wurde das Unternehmen in „Paul Lechler, Stuttgart“ umbenannt.
Seit 1954 gehört das Unternehmen zum Akzo-Nobel-Konzern und firmiert unter dem Namen „Akzo Nobel Coatings“. Am Standort in Stuttgart ist das Unternehmen mit den Hausmarken LEVIS, LESONAL und SIKKENS vertreten. 1994 waren am Standort Stuttgart 1500 Mitarbeiter beschäftigt, doch wurde die Zahl der Beschäftigten durch eine Veräußerung eines Teils des Unternehmens im selben Jahr halbiert. Nachdem 2001 eine Produktionsverlagerung bei den Massenartikeln nach Spanien erfolgte, sind am Standort Stuttgart heute (Stand 2007) ungefähr 350 Personen beschäftigt. Die Gesamtzahl der Beschäftigten in Deutschland liegt bei etwa 2300.